# مشعل النعيمي
مشعل النعيمي مواليد 8 سبتمبر 1983 في الدوحة، هو متسابق دراجات نارية قطري. بطل قطر خمس سنوات متتاليه .نافس في بطولة العالم لقوة التحمل سنة 2007 في السوبر بايك. فاز في بطولة العالم لقوة التحمل سنة 2008 و2009. اول متسابق عربي يشارك في بطولة العالم للموتو جي بي فئة موتو ٢ سنة ٢٠١٠ و٢٠١١ . أحرز المركز الثالث في بطولة أوروبا للسوبر بايك 2015 في اسبانيا على حلبة الباسيتي . فاز ببطولة البحرين للسوبر بايك سنة 2015 و 2016.

## روابط خارجية
- مشعل النعيمي على موقع WorldSBK.com (الإنجليزية)